# Sint-Franciscus van Assisikerk (Turnhout)
De Sint-Franciscus van Assisikerk is een kerkgebouw gelegen in Schorvoort, een stadsdeel van Turnhout. De kerk werd gebouwd in 1965 en ingewijd in 1966. Het bakstenen gebouw bestaat uit twee halve cirkels, waarvan de grootste tweemaal zo groot is als de kleinste, zowel in hoogte als in grondoppervlakte. Het gebouw werd in 2009 opgenomen als bouwkundig erfgoed. 
De kerk is opgedragen aan Franciscus van Assisi.